# Pratt & Whitney
Pratt & Whitney - P&W je ameriški proizvajelec letalskih motorjev za potniška in vojaška letala. P&W je podružnica podjetja United Technologies Corporation (UTC). Sedež podjetja je v East Hartford, Connecticut, ZDA. Je eden izmed "velikih tri" proizvajalcev potniških reaktivnih motorjev, ostala dva sta General Electric and Rolls-Royce. GE in RR sta sicer konkurenta, vendar P&W sodeluje s GE pri Engine Alliance GP7000 (A380) in s RR pri International Aero Engines V2500. Leta 2014 je imel P&W zaposlenih 31500 delavcev,

## Proizvodi

### Batni motorji
- Pratt & Whitney R-1340 (Wasp)
- Pratt & Whitney R-1690 (Hornet)
- Pratt & Whitney R-985 (Wasp Junior)[3]
- Pratt & Whitney R-1535 (Twin Wasp Junior)
- Pratt & Whitney R-1830 (Twin Wasp)[4]
- Pratt & Whitney R-2000 (Twin Wasp)
- Pratt & Whitney R-2180
- Pratt & Whitney R-2800 (Double Wasp)
- Pratt & Whitney R-4360 (Wasp Major)[5]

### Turboreaktivni motorji
- Pratt & Whitney J42 (JT6) (Rolls-Royce Nene)
- Pratt & Whitney J48 (JT7)
- Pratt & Whitney J52 (JT8A)
- Pratt & Whitney J57 (JT3C)
- Pratt & Whitney J58 (JT11D)
- Pratt & Whitney J75 (JT4A)
- Pratt & Whitney J91 (JT9)
- Pratt & Whitney JT12 (J60)

### Turboventilatorski motorji
- Pratt & Whitney JT3D (TF33)
- Pratt & Whitney JT8D
- Pratt & Whitney JT9D
- Pratt & Whitney TF30 (JTF10A)
- Pratt & Whitney F100 (JTF22)
- Pratt & Whitney F119 (PW5000)
- Pratt & Whitney F135 (razvit iz F119)
- Pratt & Whitney PW1000G
- Pratt & Whitney PW1100G
- Pratt & Whitney PW1120 (razvit iz F100)
- Pratt & Whitney PW2000 (F117)
- Pratt & Whitney PW4000
- Pratt & Whitney PW6000
- Engine Alliance GP7000
- International Aero Engines V2500

### Turbopropelerskiinturbogrednimotorji
- Pratt & Whitney T34 (PT2)
- Pratt & Whitney XT45 (PT4)
- Pratt & Whitney T52 (PT3)
- Pratt & Whitney XT57 (PT5)
- Pratt & Whitney T73 (JFTD12)
- Avco/Pratt & Whitney T800 (APW34)

### Aeroderivativnein mornarskeplinske turbine
- Pratt & Whitney GG3/FT3
- Pratt & Whitney GG4/FT4
- Pratt & Whitney FT8
- Pratt & Whitney ST18M - based on Pratt & Whitney Canada PW100
- Pratt & Whitney ST40M - based on Pratt & Whitney Canada PW150A